# Scott Van Slyke
Scott T. Van Slyke (ur. 24 lipca 1986) – amerykański baseballista występujący na pozycji zapolowego i pierwszobazowego w organizacji Miami Marlins, syn Andy'ego Van Slyke'a.

## Przebieg kariery
Po ukończeniu szkoły średniej w 2005, został wybrany w 14. rundzie draftu przez Los Angeles Dodgers i początkowo grał w klubach farmerskich tego zespołu, między innymi w Albuquerque Isotopes, reprezentującym poziom Triple-A. W Major League Baseball zadebiutował 9 maja 2012 w meczu przeciwko San Francisco Giants jako pinch hitter, w którym zaliczył RBI single w pierwszym podejściu do odbicia. Pierwszego home runa zdobył 20 maja 2012 w meczu z St. Louis Cardinals również jako pinch hitter.
10 września 2013 w meczu przeciwko Arizona Diamondbacks na Dodger Stadium, przy stanie 3–3 jako pinch hitter zdobył zwycięskiego, dwupunktowego home runa w drugiej połowie jedenastej zmiany. 31 lipca 2017 w ramach wymiany zawodników przeszedł do Cincinnati Reds.
W styczniu 2018 podpisał niegwarantowany kontrakt z Miami Marlins.